# Vírský oblastní vodovod

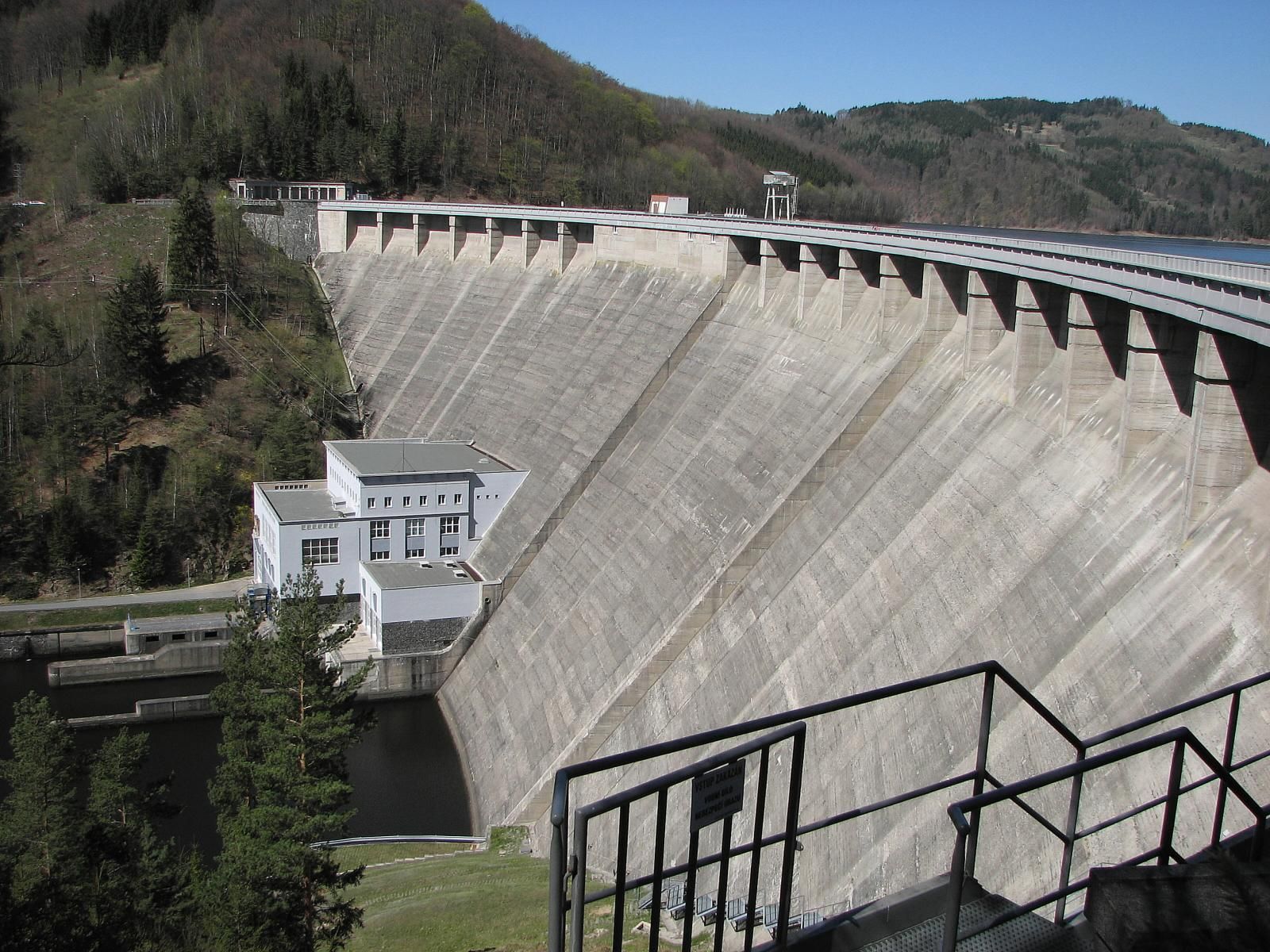
Přehradní hráz vodní nádrže Vír I

Vírský oblastní vodovod (zkratkou VOV, původně Brněnský oblastní vodovod) je vodovodní přivaděč, který z vodní nádrže Vír I na řece Svratce zásobuje pitnou vodou Brno a jeho okolí. Většina hlavní trasy byla postavena v letech 1988–2000. Ta vede od vírské nádrže do úpravny vody ve Švařci a dále kolem řeky Svratky k Tišnovu, do Brna a do obcí jižně od něj. Realizovány byly také některé odbočné větve. Majitelem celého vodovodu je sdružení Vírský oblastní vodovod, jeho provozovatelem je z větší části firma Brněnské vodárny a kanalizace, místní odbočky provozuje Vodárenská akciová společnost.
V roce 2012 potřebovalo Brno a blízké obce dodat 29,3 milionů m³ vody, přičemž 67,5 % z tohoto objemu zajistil zdroj II. březovského vodovodu, 27,0 % zdroj I. březovského vodovodu a 5,4 % pocházelo z Vírského oblastního vodovodu. Díky své projektované kapacitě je však VOV schopný pro celou oblast nahradit výpadek nebo odstávku II. březovského vodovodu.

## Historie
Zásobování Brna vodou bylo v polovině 70. let 20. století vyřešeno stavbou II. březovského vodovodu. Protože však byl předpokládán další růst spotřeby pitné vody ve městě, bylo zapotřebí najít další vhodný zdroj. Vodní nádrž Vír I byla již od svého dokončení využívána pro dodávky vody do Žďáru nad Sázavou, Nového Města na Moravě a jejich okolí. Vznikl tak projekt stavby Brněnského oblastního vodovodu (BOV), který by přiváděl pitnou vodu z vírské nádrže do jihomoravského krajského města. Úkol byl rozpracován v průběhu 80. let, samotná stavba byla zahájena v roce 1988 a až do roku 1993 byla financována ze státního rozpočtu. Po roce 1989, v době výrazných společenských změn, ale začala spotřeba vody silně klesat, což bylo mimo jiné zapříčiněno i privatizací vodohospodářského majetku a deregulací vodného a stočného, přesto však bylo rozhodnuto o dokončení vodovodu. Na konci roku 1993 vzniklo zájmové sdružení právnických osob s názvem „Vírský oblastní vodovod – sdružení měst, obcí a svazků obcí“, které se stalo majitelem stavby a pokračovalo v její realizaci. Členy sdružení jsou města Brno (49 %), Modřice (11 %) a Rajhrad (6,2 %) a další obce, z nichž většina je sdružena v několika svazcích obcí. Do roku 2000 bylo proinvestováno 4,3 miliardy korun.
V roce 1997 byla trasa II. březovského vodovodu propojena u Čebína s realizovanou trasou Vírského oblastního vodovodu. Ke zprovoznění prvního úseku došlo v roce 1998, kdy byla otevřena trasa Moravany (sem byla voda provizorně čerpána ze sítě města Brna) – Rajhrad. Hlavní trasa z Víru do Čebína byla uvedena do zkušebního provozu roku 2000 (trvalý od 2002). O rok později byla dána do provozu jižní větev z Rajhradu do Těšan a v roce 2002 byla otevřena trasa Čebín – Brno-Bosonohy. Roku 2008 bylo dokončena boční větev vedoucí do Dolních Louček, k propojení dvou dosud samostatných hlavních úseků došlo roku 2010 (úsek Brno-Bosonohy – Moravany) a o dva roky později byla zprovozněna vedlejší trasa z Rajhradu do Židlochovic. Od roku 2008 jsou také napojovány některé další obce ležící na trase vodovodu. Do budoucna jsou připravována i další prodloužení Vírského oblastního vodovodu.

## Popis

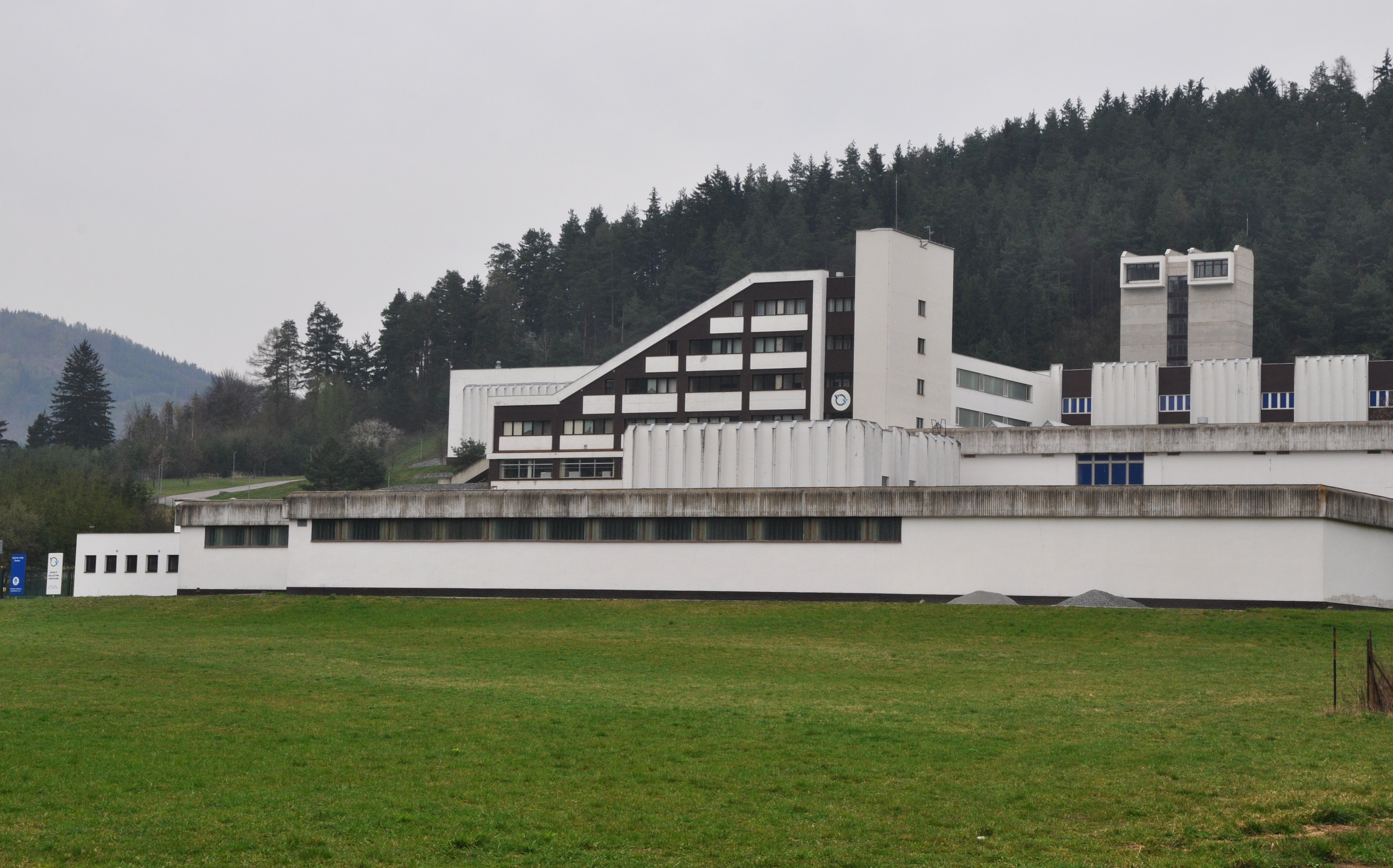
Úpravna vody ve Švařci

Voda pro Vírský oblastní vodovod je odebírána ve třech výškových úrovních na návodní straně přehradní hráze nádrže Vír I. Vodovod je veden přes jednu Francisovu turbínu o výkonu 1,15 MW s průběžným provozem. Voda je dále trasována potrubím směrem k obci Vír a do tlakové štoly o délce 4691 m podcházející masiv se zříceninou hradu Zubštejna a končící u Švařce, kde se nachází areál úpravny vody. Ta má celkovou kapacitu 2300 l/s, která je vzhledem ke klesající tendenci spotřeby dočasně snížena na hodnotu 1150 l/s. Přitom ani této hodnoty není zdaleka dosahováno, reálně se průtok pitné vody pohybuje okolo 50 l/s. Surová voda je do úpravy přiváděna přes Francisovu turbínu o výkonu 210 kW, která zajišťuje část potřebné elektrické energie pro celý areál. Nádrž ve Švařci má objem 20 000 m³. Z ní vede jednak odbočka do Švařce a Štěpánova nad Svratkou, jednak hlavní potrubí do tlakové štoly Švařec – Běleč I (délka 10 830 m), ze které vychází boční štola, na niž je napojeno potrubí pro Nedvědici, Černvír a Doubravník. Hlavní trasa vodovodu dále podchází krátkým potrubím Křeptovský potok a vede tlakovou štolou Běleč II – Štěpánovice (délka 5015 m) a následně sklolaminátovým potrubím kolem Tišnova do vodojemu v Čebíně (objem 8500 m³), kde se mísí vody Vírského a II. březovského vodovodu, přičemž jejich část je dále odváděna březovskou a část vírskou trasou. U obce Lomnička se odpojuje boční větev, která míří do vodojemů Dolní Loučky, Horní Loučky, Kaly a Újezd u Tišnova. Z Čebína míří potrubí kolem Jinačovic na kraj Brna-Bystrce, kde vstupuje do průchodní štoly pod masivem Holedné o délce 4160 m, která ústí v Brně-Bosonohách do vodojemu Bosonohy (objem 6550 m³) s napojením na brněnskou síť.

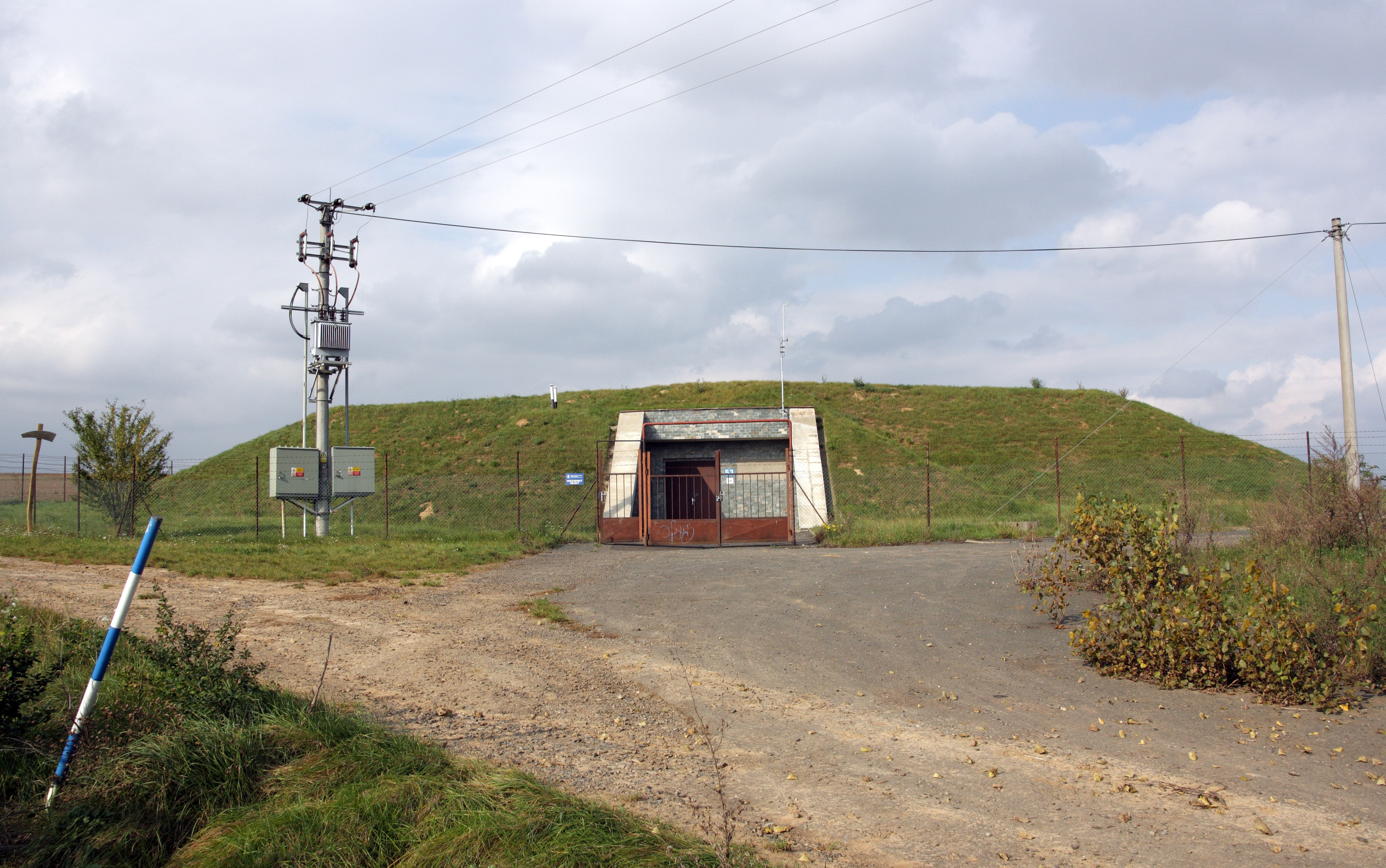
Vodojem Rajhrad II

Na následující hlavní jižní větvi (potrubí z tvárné litiny v trase Bosonohy – Nebovidy – Rajhrad – Rajhradice – Telnice – Žatčany – Těšany) se nachází dále vodojemy Nebovidy (objem 4100 m³), Rajhrad I (objem 2×450 m³) a Těšany (objem 2×250 m³). Před Rajhradem se nachází odbočka vedoucí do vodojemu Rajhrad II (objem 2×1000 m³), odkud je potrubí trasováno jižním směrem do Židlochovic. Celková délka Vírského oblastního vodovodu činí přibližně 100 km, z čehož zhruba 20 km se nachází v tlakových štolách. Z Vírské přehrady je voda po celé hlavní trase až do Těšan dopravována gravitačně.
Před vodojemem Čebín je voda z VOV dodávána do Švařce (části obce Koroužné), městyse Štěpánov nad Svratkou, Chlébského (části obce Skorotice), obce Černvír, městyse Doubravník, obcí Štěpánovice, Dolní Loučky, Újezd u Tišnova a Kaly a částečně též do Tišnova, Drásova a Malhostovic. Pod Čebínem jsou napojeny např. Rozdrojovice, hlavním odběratelem je však město Brno. Díky jižní větvi je vírská voda dodávána také do obcí jižně od Brna (Rajhrad, Želešice, Žatčany, Těšany, Židlochovice a další).